# Allians

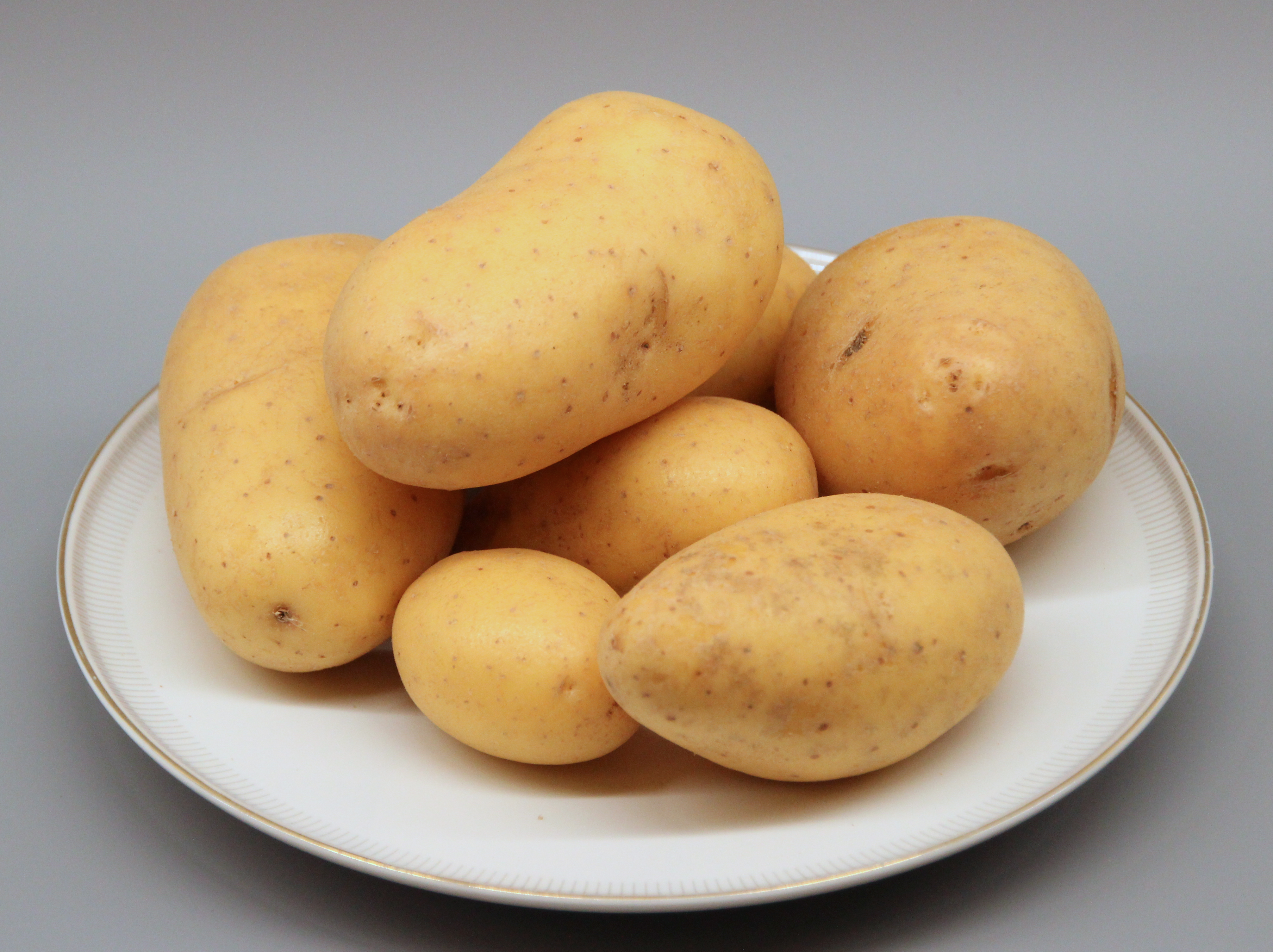
Die Allians

Allians ist eine mittelfrühe, festkochende Qualitäts-Speisekartoffelsorte mit Salateignung. Allians wurde 2003 in die französische Sortenliste eingetragen.

## Beschreibung
Züchter der Sorte Allians ist Europlant. Europlant hatte Allians und Belana als Nachfolger der Sorte Linda präsentiert. Bei Testessen ging Allians öfters als Sieger hervor. Die Knollen dieser Sorte sind oval mit flachen Augen.

## Anbau und Lagerung
Allians ist weniger für sandige Standorte geeignet und bedarf einer gleichmäßigen Versorgung mit Wasser und Nährstoffen. Schorfgefährdete Standorte sollten gemieden werden, da Allians hierfür anfällig scheint. Die Knollen dieser Sorte sind gegenüber Beschädigungen und anderen Krankheiten weitgehend unempfindlich. Resistenzen weist sie gegen die Nematoden Ro1 und Ro4 auf. Wie viele Kartoffelsorten sollte auch Allians mit Magnesium versorgt werden; neben der Verwendung von magnesiumhaltigen Kalken ist hier eine Blattdüngung mit Bittersalz möglich. Zu achten ist darauf, dass Allians gegenüber dem häufig verwendeten Herbizidwirkstoff Metribuzin mit Ertragseinbußen reagiert. Allians benötigt eine entsprechende Vorkeimung, damit sie nach der Ernte gut lagerfähig ist.